# Billy-Berclau
Billy-Berclau – miejscowość i gmina we Francji, w regionie Hauts-de-France, w departamencie Pas-de-Calais.
Według danych na rok 1990 gminę zamieszkiwało 4149 osób, a gęstość zaludnienia wynosiła 560 osób/km² (wśród 1549 gmin regionu Nord-Pas-de-Calais Billy-Berclau plasuje się na 216. miejscu pod względem liczby ludności, natomiast pod względem powierzchni na miejscu 492.).